# Stazione di 's-Hertogenbosch
La stazione di 's-Hertogenbosch è la principale stazione ferroviaria della città olandese di 's-Hertogenbosch.

## Storia
La stazione di 's-Hertogenbosch fu inaugurata il 1° novembre 1868 come capolinea settentrionale della parte meridionale della ferrovia proveniente da Boxtel (Staatslijn H). Solo due anni più tardi la linea raggiunse Utrecht Centraal. Poiché all'epoca la città era una fortezza, la stazione fu progettata per essere smantellata rapidamente. La stazione di 's-Hertogenbosch fu ulteriormente ampliata con l'apertura della ferrovia Tilburg-Nimega.
Nel 1896, la prima stazione fu rimpiazzata da una grande struttura in mattoni in stile neorinascimentale progettata da Eduard Cuypers. La stazione fu spostata di qualche centinaio di metri a sud rispetto all'originale, insieme al riallineamento dei binari verso ovest. Durante la seconda guerra mondiale, il 16 settembre 1944, la stazione fu incendiata.
Nel 1951 fu costruito un edificio più moderno progettato da Sybold van Ravesteyn. Alcune parti della struttura preesistente furono comunque conservate e incorporate nel nuovo fabbricato. La stazione di 's-Hertogenbosch è stata nuovamente ricostruita nel 1998, con un'estensione della copertura all'altro binario dell'isola. Gran parte della ristrutturazione è consistita in una passerella aerea, la Stationspasserelle, che collega le carreggiate su entrambi i lati dei binari.